# Jaime Piquero-Martín
Jaime Piquero-Martín (Caracas, Venezuela, 11 de septiembre de 1947) es un médico dermatólogo venezolano, reconocido por sus investigaciones en acné y rosácea y por la publicación de varios libros sobre su especialidad y de relatos médicos. Además de eso, pertenece al consejo editorial de varias revistas dermatológicas, es invitado como conferencista a congresos internacionales y es directivo de varias organizaciones académicas internacionales. Ha ganado varios premios y galardones de medicina.

## Biografía
Su padre era Jaime Piquero Arteaga, un exiliado español (nacido en Bilbao, País Vasco, luego nacionalizado venezolano) que llegó a Venezuela al concluir la guerra civil española y su madre Gloria Martín Martín, nacida en Chile, de padres madrileños.
Nació en la Parroquia Santa Rosalía, Municipio Libertador, Caracas. Inició sus estudios en el Colegio Los Caobos y cursó el bachillerato en el Liceo Gustavo Herrera, egresando como bachiller en Ciencias en 1964. «Fueron años de pleno disfrute juvenil en una Caracas amable donde se imponía la democracia como forma de vida», dijo sobre esos años. Se destacó en judo, siendo campeón nacional ligero en 1965 e integrante del Orfeón del Liceo Gustavo Herrera.
En 1966 ingresó a la facultad de Medicina de la Universidad de Carabobo (Valencia, Venezuela), donde obtuvo el título de médico cirujano en 1971. Paralelo a sus estudios médicos, se mantuvo activo como integrante del equipo de judo de la Universidad de Carabobo y perteneció y fue fundador del Teatro de la Universidad de Carabobo.
Egresado en 1971 y ya casado con la profesora Licenciada Juanita Casals Jaume y con el correr de los años sus hijos Valeria, Jaime y Vanesa, decidió, en una época en donde no era obligatorio el servicio social en el campo, irse a la medicatura rural de la Colonia Agrícola de Turen, en el estado Portuguesa, estado llanero del centro del país. Luego de un año conociendo la realidad de vida del campesino venezolano y ya de regreso a la ciudad de Valencia para realizar el internado, comenzó a inclinarse por la Dermatología. «Es una especialidad que no esconde nada ni necesita de ningún apoyo externo para realizar diagnósticos», opina. Ingresó al posgrado de Dermatología (1973) de la Facultad de Medicina José María Vargas bajo la dirección del Dr. Jacinto Convit, del cual es padrino de su promoción de dermatólogo (1975). Al egresar como magister Scienciatorum en Dermatología, continuó sus estudios en Dermatopatología y paralelamente ingresó como dermatólogo del ejército venezolano en el hospital militar del Fuerte Tiuna de Caracas. En 1978 ingresó como médico especialista en Dermatología al Hospital Vargas de Caracas, donde completó una carrera de 32 años, ocupando los últimos ocho años en la Jefatura del Servicio de Dermatología del Hospital Vargas de Caracas, actividad que alternó realizando la docencia en pre y posgrado en la cátedra de Dermatología de la Facultad de Medicina Vargas de la Universidad Central de Venezuela.
Actualmente es Profesor Emérito del posgrado de Dermatología de la Facultad de Medicina José María Vargas, en la Universidad Central de Venezuela Durante su ejercicio como docente, asistencial y de investigación, se interesó por el estudio y la investigación del acné, la rosácea, el eritema discrómico perstans y las enfermedades de los genitales externos femeninos, el cual publicó en más de 100 publicaciones en revistas indexadas regionales e internacionales. Actualmente, mantiene sus investigaciones clínicas dentro de la dermatología, además de ser conferencista internacional y mantenerse activo en todo lo que concierne a su especialidad. .

## Fechas importantes
Académicas
- 1971. Médico Cirujano Universidad de Carabobo
- 1975 Jefe de Residentes en Dermatología Hospital Vargas
- 1975 Especialista en Dermatología Hospital Vargas Caracas UCV
- 1976 Magister Scientiarum Dermatología UCV
- 1978 Entrenamiento en Dermatopatologia de dos años Instituto de Biomedicina
- 1979: Instructor en la cátedra de Dermatología de la facultad de medicina José Maria Vargas
- 1978 a 2009: Profesor de pre y postgrado de Dermatología UCV
- 2010: Profesor Eméritos del postgrado de Dermatología. Universidad Central de Venezuela

Ejercicio médico
- 1972 Medicatura rural: Hospital Miguel Padilla "Colonia agrícola de Turén"
- 1973 Médico interno del Hospital Central de Valencia
- 1976-1978 Médico dermatólogo del Hospital Militar Vicente Salias en Fuerte Tiuna Caracas
- 1978- 2009 Médico especialista del Hospital Vargas de Caracas
- 1978-2001 Coordinador de la Consulta externa de la tarde del Instituto de Biomedicina
- 1978- 2000 Coordinador de la consulta de Patología vulvar
- 1979- 1999 Médico dermatólogo del Hospital José Gregorio Hernández (ganado por concurso)
- Jefe de Servicio 2000 - 2009

## Premios nacionales
- Premio Luis Razetti( F.V.M) Capítulo de libro en premio nacional de medicina por libro " Medicina del climaterio y menopausia"
- Mención honorífica Premio Jose Tomás Jiménez Arraiz Fundación José María Vargas ( CIFAVE) ( Academia Nacional de Medicina) Trabajo de investigación: " Experiencia clínica en el uso de la Clofazimina en el tratamiento del eritema discromicoPerstans. Evaluación de la inmunidad celular"
- Premio Dante Borelli, al mejor trabajo científico presentado en la reunión anual de la Sociedad Venezolana de Dermatología por el trabajo “ Evaluación de síntomas depresivos y ansiosos en pacientes con acné y en tratamiento con isotretinoina
- Jefe del Servicio ganado por Concurso de Credenciales en los años 2000 – 2008
- Maestro de la dermatología latinoamericana. Colegio iberolatinoamericano de dermatología lo nombra (CILAD 2012)
- Maestro de la dermatología venezolana
- Conferencista Martin Vegas (1996 y 2022)
- Profesor homenajeado Sociedad Venezolana de Dermatologia (2023)

## Miembro de sociedades científicas
- Sociedad Venezolana de Dermatología 1977
- Miembro de la Sociedad médica del Hospital Vargas de Caracas 1973
- Miembro titular del Colegio Iberolatinoamericano de Dermatología CILAD 1976
- Miembro de la Federación Bolivariana de Dermatología 1982
- Miembro de la Liga Mundial de Dermatología 1978
- Miembro fundador de la Sociedad venezolana de Patología bucal 1991
- Miembro de la Sociedad Internacional de Dermatología 1990
- Miembro colaborador extranjero de la Sociedad Chilena de Dermatología 1997
- Miembro correspondiente extranjero de la Asociacion colombiana de Dermatología 1998
- Miembro correspondiente de la Sociedad Panameña de Dermatología 2000
- Miembro adjunto del Grupo internacional de terapéutica dermatologica 2000
- Miembro honorario de la Asociación Ecuatoriana de Dermatología y Ciencias afines 2003
- Miembro honorario Sociedad Paraguaya de Dermatología
- Miembro correspondiente de la Academia Mexicana de Dermatología 2003
- Miembro de honor  de la academia española de dermatología 2013.
- Miembro de la sociedad centroamericana y del caribe de Dermatologia
- Miembro correspondiente del círculo dermatológico del Peru ( CIDERM)

## Juntas directivas en sociedades científicas
- Vocal Sociedad Venezolana de dermatología 1980-1982
- Vocal Sociedad Médica del Hospital José Gregorio Hernández 1986-1987
- Delegado nacional del CILAD 1992-1996
- Vicepresidente del CILAD 1996- 2000
- Vicepresidente del CILAD 2000- 2003
- Vicepresidente Sociedad Médica del Hospital José Gregorio Hernández 1980- 1982
- Vocal de la Sociedad Médica del Hospital Vargas de Caracas 1975-1976
- Secretario Sociedad Venezolana de Dermatología 1978-1980
- Presidente Sociedad Venezolana de Dermatología 1990- 1992
- Miembro de la Comisión técnica del Hospital José Gregorio Hernández de 1987 a 1994
- Miembro de la junta directiva del Grupo Internacional de Terapéutica Dermatológica
- Miembro de la Junta directiva del Grupo de Terapéutica Dermatológica de Venezuela
- Miembro del Global Alliance para el estudio del acné
- Miembro del Grupo latinoamericano de estudio del acné GLEA
- Miembro del Grupo del Global alliance Latinoamericano GALA
- Delegado por Venezuela 2011- 2013 del RADLA

## Editor de revistas
- Editor de la revista por Internet Piel Latinoamericana
- Editor de Dermatología venezolana 1988 – 1990
- Miembro de CT_CRO Clinical Trials
- Miembro del comité editor de la revista de medicina Vitae
- Miembro del comité editor de la revista Actualizaciones terapéuticas dermatológicas 1999
- Miembro del comité editor de la revista Medicina cutánea 2000
- Miembro del Comité editor de la revista Argentina de Dermatología
- Miembro del Comité editor de la Revista Venezolana de Alergia, Asma e Inmunología
- Miembro del comité Editor de Archives of Dermatology
- Miembro del Comité editor de Acta Dermosifilograficas

## Publicaciones
Libros publicados de más de 100 paginas
- Piquero-Martin J, et al. Acné, Manejo racional. 1ra ed. Caracas: Mediciencia Editora; 1986 ISBN: 980-287-014-5
- Piquero-Martin J, et al. Acné; Manejo racional. 2ª ed. (corregida y ampliada).  Bogota: Editorial Panamericana formas e impresos;1995 ISBN: 958-95786-0-8
- Piquero-Martin J, et al. Acné Manejo racional. 3ed (corregida y ampliada). Caracas: Corográfica; 2000. ISBN: 980-07-6332-5
- Piquero-Martin J, Castro de Castro A. Guía Dermocosmetica de Venezuela. Caracas: Ed Grupo Picas; 1996 ISSN:1316-2063
- Herane MI, Piquero-Martin J. Rosácea y afecciones relacionadas. Caracas: Creser publicidad CA; 2007 ISBN
- Piquero-Martin J, Guzmán A, Rondón-Lugo A. Antología de la piel: prosa y poesía. Caracas: Editorial el perro y la rana; 2008 ISBN: 97898014-0092-9
- Piquero-Martin J, et al. Antibióticos en dermatología. Caracas; Editorial Pentagráfica 3000, Caracas 2015. ISBN: 978-980-12-7878-8
- Piquero-Martin J, Arocha de Selle L. Nuestras fórmulas magistrales. Caracas: Editorial pentagrafica 3000, CA; 2016 ISBN: 978-980-12-8707-0
- Piquero-Martin J, Kerdel-Vegas F, et al. Historia de la Dermatologia en Venezuela,2021. Caracas: Editorial pentagrafica 3000, CA; 2021.-  ISBN: 978-980-7958-01-1

Libros electrónicos
- Piquero-Martin J, Gonzalez Otero F, Gomez Daza F, Rondon Lugo A, Kerdel-Vegas F, et al. Atlas de dermatología tropical. Piel Latinoamericana.  2017
- Kaminsky A, Piquero-Martin J, Herane MI, Diez de Medina, Florez-White M.   Rosácea, una visión integral 1ra ed español. Buenos Aires: Colegio iberolatinoamericano de dermatología. 2018. version español
- Kaminsky A, Piquero-Martin J, Herane MI, Diez de Medina, Florez-White  J.  Rosacea A comprehensive view 1st ed. english. Grupo iberolatinoamerican de estudios del acne. GILEAR. 2020. versión ingles
- Piquero-Martin J, Kerdel-Vegas F, et al. Historia de la Dermatologia en Venezuela, 2021. Caracas: Dermatologia venezolana 59: 1 Sup especial. 2021
- Piquero-Martin J. Reflexiones del ejercicio de la dermatología. Forum Serveis Grafica Barcelona- España 2024.

Libros publicados de menos de 100 paginas
- Piquero-Martin J, Del Pretti E. Descubriendo el acné. Caracas:  Asociación de profesores UCV; 1987. ISBN:980-265-933-9
- Piquero-Martin J. Desde la piel, relatos Médicos. Valencia, Venezuela: Ed. Graficas Uran; 1995. ISBN: 980-07-2635-7
- Piquero-Martin J. Dermatología Militar. Manejo de los problemas dermatológicos en el ejército .Caracas: Editorial Min de la defensa; 1978
- Piquero-Martin J, Rondón-Lugo A, Guzmán A, Poletti E. Piel, prosa y poesía latinoamericana. Caracas: Creser publicidad CA; 2005
- Piquero-Martin J. Reflexiones del ejercicio de la dermatología. Impresión Fórum Serveis Grafica Barcelona- España 2024.
- Piquero J, Anidjar E. Retinoides. Lab. Roche - Caracas; 1994.

Capítulos de libro
- Piquero-Martin J. Tratamiento racional del acné. En: Soto- Aponte J, Rondón-Lugo A. Terapéutica dermatológica. Caracas: Disinlimed CA, 1989
- Piquero-Martin J. La investigación dermatológica en Venezuela. En: Scannone F (ed) Historia de la dermatología en Venezuela. Caracas: Cromotip, 1990.
- Piquero- Martin J. Enfermedades Dermatológicas de las mamas. En: Hernández Muñoz, G, editor. Avances en Mastología. 2ª edición. Caracas: Editorial Cromotip; 1996.
- Piquero-Casals J, Piquero Martin J. Enfermedades dermatológicas de las mamas. En : Hernandez G., Gomez A, Paredes RA (ed) Lesiones benignas de la mama. Buenos Aires: Medica, 2022
- Lander A, Piquero-Martín J, Rondón Lugo A, Reyes Flores O, Trujillo B, Vargas H. Historia de la dermatología en Venezuela. En: Galimberti T, Bettina A (eds.) Historia de la Dermatología Latinoamericana. Toulouse: Editions Privat, 2007.
- Piquero-Martin J. Acne in the 21st century. En: Dyall- Smith, Marks R. Dermatology at the millenium. New York: Parthenon Publishing Group, 1999.
- Piquero-Martin J. Alteraciones dermatológicas durante el climaterio y la menopausia En: Teran J, Febres Balestrini F. Medicina del climaterio y la menopausia. Caracas: Editorial Ateproca, 1999.
- Piquero-Martin J Acne. En: Rondon Lugo A.(ed) Dermatologia Rondon Lugo. Caracas: Reinaldo Godoy editor. 1995
- Piquero-Martin J. Hernández R. Páez E, Weiss E, Acosta H. Patología de la vulva. En: Rondón Lugo A (Ed). Dermatología Rondón Lugo. Caracas: Reinaldo Godoy editor. 1995
- Piquero-Martin J. Dermatitis seborreica. En: Rondón Lugo A.(ed) Dermatología Rondón Lugo. Caracas: Reinaldo Godoy editor. 1995
- Piquero Martín J Rosácea.  En: Rondón Lugo A (ed). Dermatología Rondón Lugo. Caracas: Reinaldo Godoy editor. 1995
- Piquero Martin J, Piquero Casals V, Piquero Casals J. Acné En: Temas dermatológicos, pautas diagnósticas y terapéuticas Caracas Antonio Rondón Lugo Editor
- Piquero Martin J. Patología dermatológica asociadas al embarazo En: Obstetricia y ginecología contemporánea.  Alessander Magnelli (Ed)2110
- Piquero Martin J, Herane MI, Naccha EM, Molina MT. Fisiopatología y patogenia. En: Kaminsky A, Flores-White M. Acné un enfoque global 2da ed. Buenos aires; Alfaomega Grupo editor argentino 2012
- Piquero-Martín J, Herane MI, Nacha EN, Molina MT. Fisiopatología del acné.  En: Kaminsky A. Flores M y col. Acné. Un enfoque global. Colegio Ibero-Latinoamericano de Dermatología (CILAD) 2015.
- Piquero Martin J, La Rotha Higuera EE, Piquero Casals V. Acne. En: Tincopa Wong OW. Dermatología. 2da. ed. Trujillo: Imprenta Editora Gráfica Real SAC; 2019.
- Piquero Martin J. Rosácea. En: Tincopa Wong OW. Dermatología. 2da. ed. Trujillo: Imprenta Editora Gráfica Real SAC; 2019.
- Piquero Martin J, Piquero Casals V. Acné. En: Tincopa Wong OW, editor. Dermatología. 1ra. ed. Lima: Revistas Especializadas Peruanas SAC; 2011.
- Piquero Martin J, La Rotha E. Rosácea. En: Tincopa Wong OW, editor. Dermatología. 1ra. ed. Lima: Revistas Especializadas Peruanas SAC; 2011.
- Piquero Martin J El Emigrante En: Versos que curan, antología literaria, 1ra.ed RADLA Imprenta MERCURIO S.A. Asunción Paraguay . 2020
- Piquero-Casals V, Castro-castro A, Piquero-Martin J. Pele sensivel. En: Costa A. Tratado internacional dermocosmeceúticos. Rio de Janeiro; Guanabara Koogan LTDA 2012